# راس گلر
راس یوستاس گلر (به انگلیسی: Ross Eustace Geller) یکی از شخصیت‌های تخیلی اصلی مجموعه تلویزیونی سیتکام دوستان است که توسط دیوید شویمر بازی شده‌است. راس برادر مانیکا گلر است همچنین راس باهوش ترین عضو گروه دوستان و دانشمند دیرینه شناس است.